# 尼伯龍根之歌

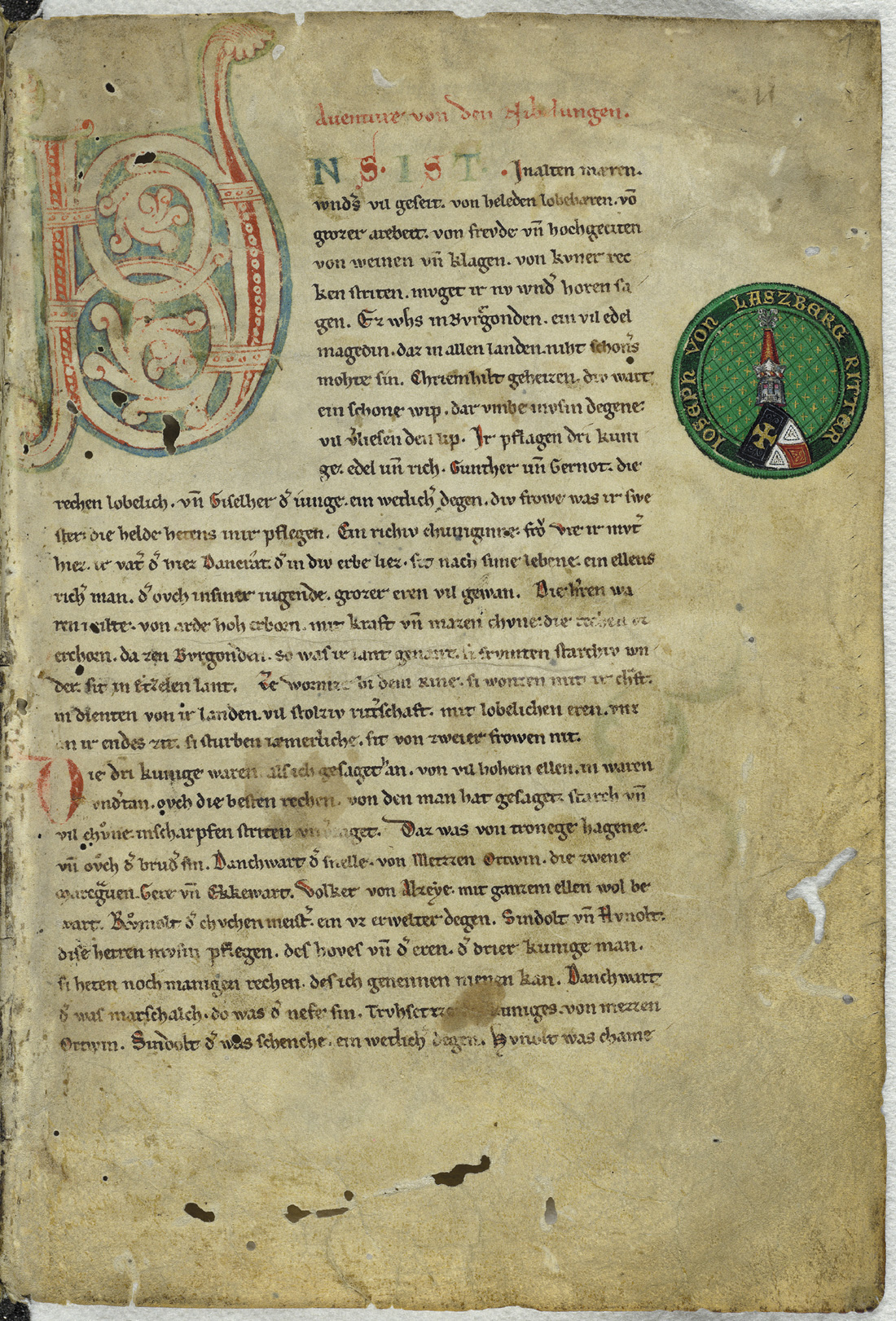
《尼伯龍根之歌》第一頁，時間約為1230年

《尼伯龙根之歌》另譯《尼貝龙根之歌》（德語：Nibelungenlied，“根”字为音节gen的音译，无实际含义，所以该作品也可以翻译成《尼伯龙人之歌》；中古高地德语：der Nibelunc，复数词尾为e，即die Nibelunge。词根：古高地德语 Nibel 迷雾和父名后缀ung组成）是著名的中世纪中古高地德語叙事诗，全诗共39歌，9516行，每四行一诗节，讲述的是古代勃艮第人国王的故事，大约创作于1190－1200年，作者不详。全诗分为上下两部，其中一至十九歌为第一部分，上部名为《西格弗里之死》，二十至三十九歌为第二部分《克林希德的复仇》，作者融合了很多异教的故事题材和源自五世纪的口头英雄传说，以此为材料创作了这篇史诗。
“尼伯龙根”这个词在《尼伯龙根之歌》《尼伯龙根的指环》和北欧神话中含义互有重叠，又有不少差别。在《尼伯龙根之歌》中，「尼伯龙根」先是指守卫尼伯龙根宝藏的矮人阿尔贝里希一族，该宝藏两度易手之后，诗中又分别用「尼伯龙根」来称呼齐格弗里德及其附属、龚特尔及勃艮第人。

## 作者
《尼伯龍根之歌》創作於12、13世紀之交，作者至今不為人知，少數史學家推測是布里格二世·馮·斯坦那赫（Bligger Ⅱ. von Steinach），但应该是出生于帕绍与维也纳之间的奥地利人。从作品思想和描绘的社会景象来看，应该是一位下层骑士，有一定的文化修养。

## 主要人物
- 齐格弗里德（Siegfried）：屠龙勇士，克桑滕王国的王子
- 龚特尔（Gunther）：勃艮第国王
- 克里姆希尔特（Kriemhild）：勃艮第公主，龚特尔的姐姐，先后嫁给齐格弗里德和艾策尔
- 布伦希尔特（Brunhild）：冰岛女王，龚特尔的妻子
- 特罗涅的哈根（Hagen von Tronje）：龚特尔的伺臣
- 艾策尔（Etzel）：匈人国王（原型为阿提拉）
- 吕迪格（Rüdiger）：匈人使者，方伯

## 故事梗概
《尼伯龙根之歌》的情节主要可以分为两部分：第一部分是克里姆希尔特和齐格弗里德的婚姻，以齐格弗里德之死结束；第二部分则是克里姆希尔特的复仇。故事的发生地包括莱茵河畔的勃艮第王国、德国东南和今属奥地利和匈牙利的多瑙河流域。

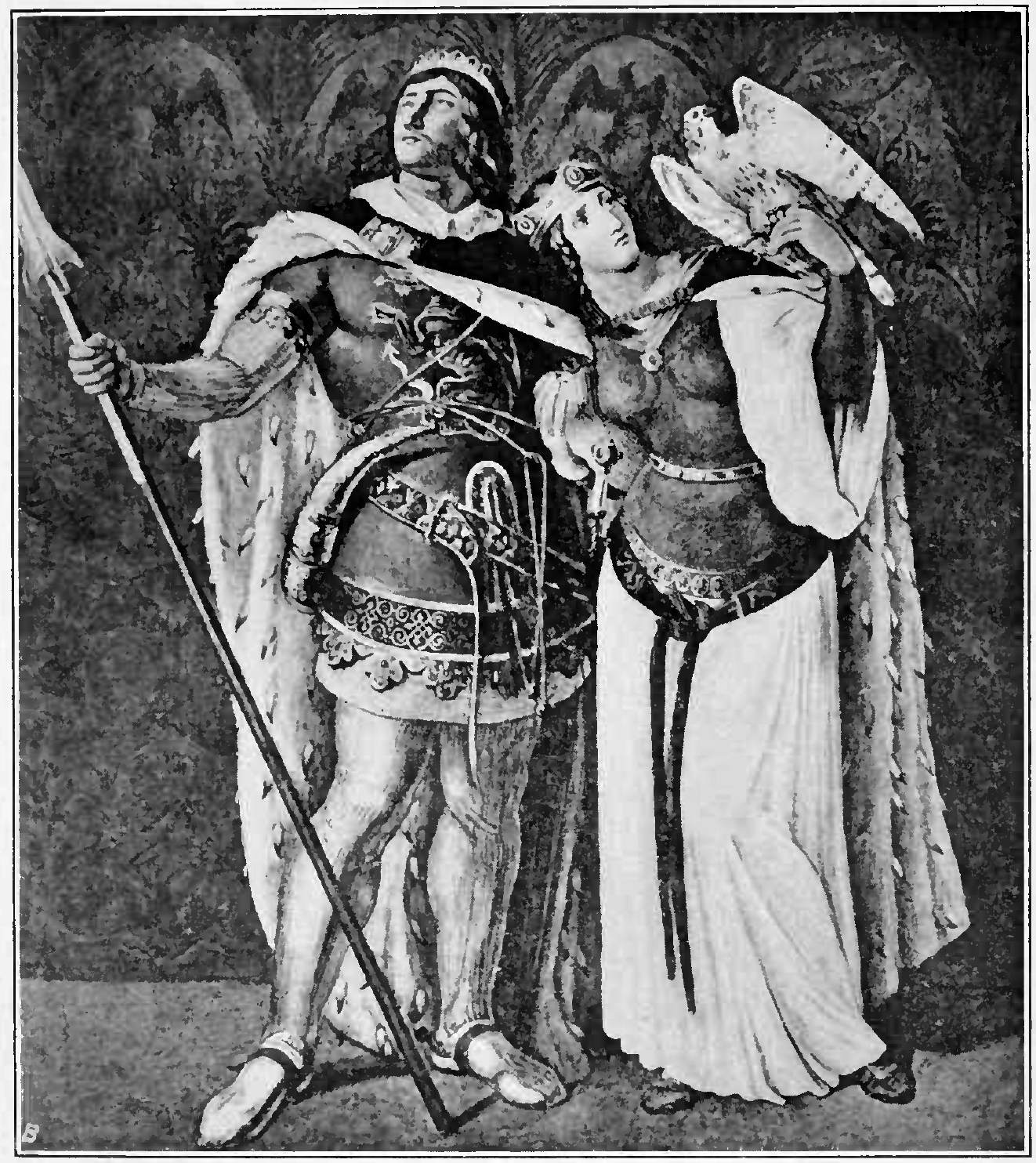
齊格菲與克里姆希尔特

克里姆希尔特是勃艮第人的公主。一天夜里，她梦到她的山鹰被两只鹫撕咬成了碎片。母亲乌特告诉她，这意味着有一位高贵的男子将因为没有天主保佑而死去。   尼德兰的王子齊格菲成长于克桑腾地区的下莱茵一带，以力大无穷和勇猛果敢著称。青年时代他便周游列国四处历险，从而征服和占有了大量的财富，尤其在以魔剑格拉墨屠殺了巨龙法夫納後，取得尼伯龙根宝藏和一件神秘莫测的隐身衣（Tarnkappe），沐浴龍血後几乎更成了刀枪不入的金刚之躯，可惜由于沐浴龍血时一片椴树叶飘落肩胛，因此这一龙血未及之处便成为他唯一的罩門。
齊格菲从鸟儿的啾鸣中听闻住在沃尔姆斯的勃艮第王国公主克里姆希尔特百媚千娇，决意向其求婚。本来他助勃艮第人王朝击退了丹麦和萨克森人的入侵，求婚理应轻而易举。但是国王龚特尔却以齊格菲先助他迎娶冰岛女王布伦希尔特為后作为允婚的条件。而布伦希尔特的招亲要求则是求婚人与她较量三场田径竞赛——标枪、掷石和跳远并三战全胜。凭借隐身衣的魔力，齊格菲暗助龚特尔得偿夙愿。于是两对新人双双在沃尔姆斯完婚。不料新婚之夜布伦希尔特拒绝圆房，并将龚特尔捆绑并吊在墙上的钉子上。在龚特尔的请求之下，齊格菲再次身穿隐身衣潜入布伦希尔特的寝宫将其制服，并拿走了她的腰带和戒指（暗示和布伦希尔特有过性行为，而龚特尔曾要求过齐格菲不要那样做），交给了自己的新婚妻子克里姆希尔特。

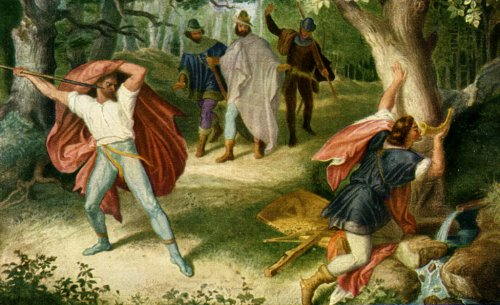
齊格菲中计，被哈根杀死（第16歌）

许多年以后，齊格菲和克里姆希尔特应邀前往沃尔姆斯省亲。在去往教堂的路上，两位王后因谁身份尊贵理应走先的问题大起争执。克里姆希尔特拿出布伦希尔特新婚时的戒指和腰带，并出言不逊，令得知新婚夜真相的布伦希尔特羞愤异常。为了避免更大的争端，清楚事情来龙去脉的龚特尔赦免了齊格菲的所有罪责。而龚特尔的嫡亲、大臣哈根·冯·特罗涅决心杀死齊格菲，保卫君主尊严。龚特尔起初并不同意，后经哈根蠱惑而默许了谋杀齊格菲的计划。龚特尔和哈根派出使臣谎称要对萨克森宣战，齊格菲无可争议的一马当先。出征前夕，哈根以為齊格菲提供更好的保护为借口，骗取克里姆希尔特的信任，让她在齊格菲要害相应的衣衫部位作下记号。哈根计谋得逞之后便取消了战争，改为和齊格菲一同前往欧登瓦德山狩猎，当齊格菲在泉边躬身欲饮时，不防哈根从背后掷长枪刺中要害而死。在出殡前，克里姆希尔特通过棺柩显灵的方法，确定了凶手就是哈根。
齊格菲死后的第三年，哈根建议国王龔特爾与克里姆希尔特和好以获取尼伯龙宝藏，克里姆希尔特同意将宝藏运往勃艮第，但宝藏依然由克里姆希尔特保管。这引起了哈根的警觉，担心勃艮第的勇士将被她收买，因此警告国王龔特爾，但龔特爾未予采纳。趁着龔特爾率他的亲属和勇士出国寻访的时期，哈根先是霸占了所有的宝物，然后将其全部沉入了莱茵。在第十九歌的结尾，作者说明下半部分的开始已是齊格菲死后的第十三年。
多年以後机会终于到来，匈人使者呂迪格（Rüdiger）为国王埃策尔向克里姆希尔特求亲，克里姆希尔特为报夫仇应允远嫁。三十年之后，克里姆希尔特向埃策尔提出邀请兄长龚特尔一行来匈出席节日庆典。庆典在两国的混战中收场。在克里姆希尔特的唆使下，血战一发不可收拾，终至血流成河、尸横遍野，全体勃艮第人无一生还。而克里姆希尔特本人也倒在这场杀戮的血泊之中，再也没有醒来。

## 與其他作品比較
人们把《尼伯龙根之歌》这篇史诗称为德语的《伊利亚特》（Illiad）。因为它和希腊著名史诗《伊利亚特》一样，追溯到极远的上古时代，把渺远的神话中遗留下来的历史片段和历史人物结合起来，成为了一部体现日耳曼民族品格的伟大诗作。
《尼伯龙根之歌》和斯堪的纳维亚神话中一个更加原始的故事《沃爾松格氏傳奇》（古诺斯语：Vǫlsungr，丹麦语：Vølsung，瑞典语：Völsungr 或Völsung）有着千丝万缕的联系。《沃爾松格氏傳奇》主要描写齊格菲和他的祖先的历险，和这里的故事有很多细节十分相似，《沃爾松格氏傳奇》中主人公的家谱也一直上溯到北欧神话中的奥丁。

## 外部連結
- texts of manuscripts A, B and C
- facsimile of manuscript C
- Karl Bartsch edition （页面存档备份，存于）（Leipzig, 1870/80）
- index of online manuscript facsimiles

英語翻譯：
- translation by Daniel B. Shumway
- translation by Daniel B. Shumway （页面存档备份，存于）
- translation by Daniel B. Shumway （页面存档备份，存于）
- The Nibelungenlied: Translated into Rhymed English Verse in the Metre of the Original （页面存档备份，存于） by George Henry Needler